# 新西兰总督
新西兰总督（英語：Governor-General of New Zealand）是新西兰君主的全權代表亦兼任紐埃君主代表。新西兰是一個君主立憲國家，國家元首是國王查爾斯三世陛下。
總督的正式頭銜是：「紐西蘭首席總督暨三軍總司令」。根據在1986年修訂的新西兰宪法（《1986年憲法法案》），除了指明由皇室委任的總督是皇室在新西兰的全權代表以外，實際上並未有就總督的限期表明。不過，近年習慣上每位總督的任期都是五年。
當總督外訪、從缺或因其他原因不能履行職務，首席大法官便會擔任行政官，署理總督職責。
現任總督是辛迪·基罗，2021年10月21日就任紐西蘭第二十二任總督，同時也是紐西蘭第四位女性總督。

## 任命
自1960年代，君主往往任命由總理推薦的人選。總理府通常提供一張名單予總理選擇，而總理為避免任命政治化，有時也會咨詢反對黨領袖。擔任者也越來越少帶有政治背景，因此不少總督出身自法律界（尤其法官）。在此之前，君主根據英國政府建議任命總督，人選多為貴族。

## 任期
一般五年，但總理可向君主建議延長其任期。

## 職能
總督理論上有很大權力，但其實須按總理建議召開和解散國會、任命總理在內的內閣閣員，以及御准眾議院通過的法案等。故他的職能僅屬禮節性。另外在庫克群島，總督理論上僅負責國防、外交。

## 外部連結
- 紐西蘭總督官方網址（页面存档备份，存于）（英文）
- 紐西蘭歷任總督歷史 （页面存档备份，存于）（英文）